# La Célestine
Pour les articles homonymes, voir La Celestina et Célestine (homonymie).

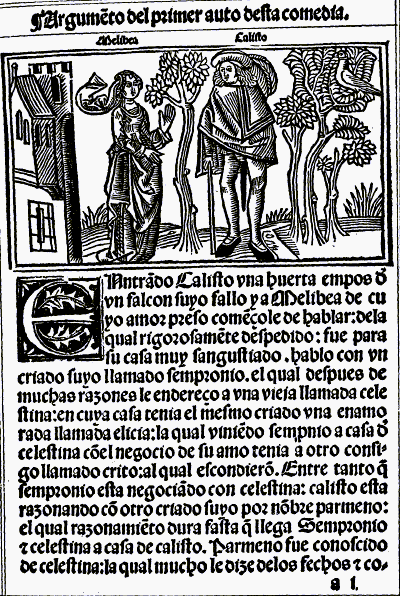
Édition 1499 de La Celestina.

La Célestine, ou tragi-comédie de Calixte et de Mélibée (en espagnol : La Celestina, o Tragicomedia de Calisto y Melibea) est une œuvre en prose dont la première édition connue, comprenant 16 actes, a été éditée à Burgos en 1499 sous le voile de l’anonymat. En 1500, une nouvelle édition paraît à Tolède sous le titre Comédie de Calixte et de Mélibée. Enfin une version ultérieure augmentée de 5 actes est parue sous le titre Tragi-comédie de Calixte et de Mélibée. Cette œuvre fut, après Don Quichotte, le livre espagnol le plus universellement diffusé. Rien qu'au XVIe siècle, on compte plus de cent rééditions en castillan et des traductions en français, portugais, italien, allemand, flamand…
Les critiques sont en désaccord sur la question du genre à attribuer à l'œuvre, dramatique ou romanesque. 
En 1502, un typographe remarqua que les lettres initiales de chaque strophe du poème prologue rapprochées les unes des autres, formaient le nom de Fernando de Rojas.
En 1902, on découvrit dans des archives du tribunal de l'Inquisition un texte désignant l'avocat juif converti au catholicisme Fernando de Rojas comme étant l'auteur de Mélibée.

## Personnages
- Calixte, jeune amoureux.
- Mélibée, fille de Plebère et Alisa.
- Plebère, père de Mélibée.
- Alisa, mère de Mélibée.
- Célestine, entremetteuse.
- Criton, homme de mauvaises mœurs.
- Lucrèce, servante de Plebère.
- Parmeno, Sempronio, Tristan, Sosie, serviteurs de Calixte.
- Élicie, Areusa, filles de joie.
- Centurion, rufian, spadassin.

## Argument
Calixte, jeune homme de noble naissance, d’un esprit distingué, d’agréable tournure, d’une éducation peu commune, d’une fortune moyenne, est pris d’amour pour Mélibée, jeune fille d’une grande beauté, d’une naissance haute et pure, possédant une grande fortune, unique héritière de son père Plebère et tendrement aimée par sa mère Alisa. Calixte poursuit Mélibée des plus vives instances, et, aidé par Célestine (femme méchante et rusée à laquelle se joignent deux serviteurs de Calixte qu’elle a séduits et rendus infidèles par l’appât du plaisir et du profit), il parvient à vaincre la chaste résistance de la jeune fille. Les amants et ceux qui les aident ont une fin malheureuse et amère. Le commencement de cette triste histoire est l’œuvre du hasard, qui méchamment met Calixte en présence de celle qu’il aime.

## Structure
La division en acte de l’œuvre n'est pas significative. Cependant, en ce qui concerne l'action, on peut distinguer deux parties:
- Prologue : rencontre entre Calisto et Mélibée dans la scène I.
- Première partie :  intervention de Célestine, des serviteurs et mort des trois. Première nuit d'amour.
- Seconde partie : thématique de la vengeance. Seconde nuit d'amour. Mort de Calisto, suicide de Melibée. Larmoiement de Pleberio.

## Sources
Fernando de Rojas était un grand lecteur, comme en témoigne l'inventaire des livres qu'il possédait (lesquels sont inclus dans son testament). Les sources de son œuvre magistrale ne sont pas populaires, mais savantes ; cependant, il ne faut pas mépriser, comme cela est habituellement fait, l'expérience vitale de l'auteur comme avocat, qui l'a peut-être mis en contact avec le monde criminel. 
Parmi les sources savantes, il faut distinguer premièrement les œuvres avec lesquelles la Célestine possède seulement des coïncidences (Musée, Théocrite ou Sappho). Beaucoup d'auteurs cités  ne le sont pas directement, mais leurs mots arrivent à travers des sources indirectes ou par des imitateurs et des commentateurs (Ménandre, Épicure ou Héraclite).

## Mises en scène
- 1942 : mise en scène Jean Meyer, adaptation de Paul Achard, avec Marcelle Géniat, Théâtre de la Renaissance.
- 1972 : mise en scène Jean Gillibert avec Claude Degliame, Châteauvallon, Théâtre de l'Ouest Parisien.
- 1993 : mise en scène Marcelle Tassencourt avec Annie Cordy, Théâtre de Boulogne-Billancourt.
- 1989 : mise en scène Antoine Vitez, traduction de Florence Delay, avec Jeanne Moreau (dans le rôle de Célestine), au Théâtre National de l'Odéon et au Festival d'Avignon.
- 2007 : mise en scène de Françoise Coupat, reprise de la traduction de Florence Delay, avec Michel Hermon (dans le rôle de la Célestine), Valérie Crunchant (Mélibée), Marc Arnaud (Calixte], David Bursztein, (Sempronio), Thierry Paret (Parmeno), Laure Pierredon (Élicie), du 28 novembre 2007 au 7 décembre 2007 au Théâtre de la Croix-Rousse de Lyon puis à Brétigny-sur-Orge. Depuis 2005, des lectures publiques ont été données : Salon de l'Hôtel de ville de Lyon, Chapelle des Récollets, Théâtre de la Croix Rousse
- 2009 :  mise en scène de Christian Esnay, avec les élèves de l'Ensemble 17 de l'École régionale d'acteurs de Cannes (du 20 janvier au 1er février 2009 au Théâtre de l'Aquarium à Paris).
- 2011 :  mise en scène Christian Schiaretti, avec Hélène Vincent dans le rôle de la Célestine, TNP Villeurbanne, Théâtre Nanterre-Amandiers

## Éditions
- Celestine en laquelle est traicté des deceptions des serviteurs envers leurs maistres … [traduction anonyme], Paris, Galliot du Pré, 1527, in-8°, VI+176 ff.
- La Celestine, fidellement repurgée, et mise en meilleure forme par Jacques de Lavardin,… Tragicomédie jadis espagnole, 1578
- La Celestine ou histoire tragicomique de Caliste et de Mélibée… composée en Español, par… Fernam Rojas et traduite de nouveau en françois, Rouen, Chez Charles Osmont, 1634
- La Célestine, tragi-comédie de Calixte et Mélibée, par Fernando de Rojas (1492), traduite de l'espagnol et annotée par A. Germond de Lavigne,… nouvelle édition revue et complétée, 1873
- La Célestine, tragi-comédie de Calixte et Mélibée, par Fernando de Rojas (1492), adaptation complète de Paul Achard, illustrations de Maurice L'Hoir, les éditions de la nouvelle France, Paris, 1943
- Les Bibliophiles de France ont publié, en 1949-1950, une édition illustrée de La Célestine, avec des lithographies en couleurs de Maurice Lalau.
- La Célestine, Tragi-comédie de Calixte et Mélibée, par Fernando de Rojas, traduit de l'espagnol par Aline Schulman, préfacé par Juan Goytisolo et Carlos Fuentes, Fayard, 2006.